# Bashe
Bashe (en chino, 巴蛇; pinyin, bāshé; Wade-Giles, pa-she) era una serpiente gigante mitológica china con aspecto de pitón que comía elefantes. 

## Nombre
El término bashe compone ba 巴 "un nombre propio; punta, cola; corteza; gran deseo; aferrarse a; estar cerca" y she 蛇 "serpiente; serpiente". 
El carácter chino 巴 para ba se simplificó gráficamente a partir de la antigua escritura en huesos oraculares y los pictogramas de escritura de sello de una serpiente de cola larga. Al principio del uso escrito chino, ba 巴 se refería con frecuencia al estado de Ba de la dinastía Zhou (1122 aC - 256 aC), que se encontraba en el actual este de Sichuan. En el uso del chino estándar moderno, ba 巴 a menudo transcribe préstamos extranjeros como ba 巴 "barra (unidad)", Bali 巴黎 "París" o Guba 古巴 "Cuba". Ba 巴 es una variante del carácter chino para ba 把 "agarrar; manejar", ba 笆 "bambú; cerca" o ba 芭 en bajiao 芭蕉 "plátano" (usando ba 巴 como elemento fonético con radicales gráficos para 扌"mano", 竹 "bambú" y 艹 "planta"). 
Bashe no es solo el nombre del mítico reptil gigante, sino que también es el nombre que los chinos le dieron a bo (o mang 蟒), la típica pitón del sur de Asia, a la boa sudamericana y la mamba africana. En la literatura, bashe a menudo se conoce con un pictograma de cuatro caracteres que suena como bashetuxiang (巴蛇吞象), traducible como "ba-la serpiente que come un elefante".

## Ocurrencias textuales tempranas
Las primeras referencias al legendario bashe 巴蛇 se encuentran en Chuci y Shanhaijing, dos textos clásicos chinos que contienen materiales del período de los Estados Guerreros (475 a. C. - 221 a. C.) recopilados durante la dinastía Han (206 a. C. - 220 d. C.). 

 El Chuci es una antología de poemas chinos (ver Qu Yuan) del estado sureño de Chu, y menciona bashe en la sección "Preguntas celestiales" de Tianwen 天 問. El preeminente traductor de Chuci David Hawkes (1985: 126) describe el Tianwen como "una combinación un tanto extraña de acertijos arcaicos con preguntas de naturaleza especulativa o filosófica" y cree que "comenzó como un antiguo acertijo sacerdotal (una especie de catecismo para ser utilizado con fines mnemotécnicos) que fue reescrito y ampliado en gran medida por un poeta secular ". Este cuestionario mitológico pregunta. 
 ¿Dónde están los dragones sin cuernos que llevan osos en sus espaldas por deporte? ¿Dónde está la gran serpiente con nueve cabezas y dónde está el Shu Hu? ¿Dónde es que la gente no envejece? ¿Dónde viven los gigantes? ¿Dónde está la hierba de nueve ramas? ¿Dónde está la flor del gran cáñamo? ¿Cómo la serpiente que puede tragar un elefante digiere sus huesos? (tr. Hawkes 1985:128) 
 El Shanhaijing es una antigua geografía china. El Capítulo 10, el "Haineinan jing" 海內南經 "Clásico de Regiones dentro de los Mares: Sur", describe una tierra legendaria donde vivía Bashe. 
 La Gran Serpiente come elefantes y después de tres años vomita sus huesos. Los caballeros toman una dosis de esta serpiente para que nunca tengan enfermedades cardíacas o enfermedades del abdomen. Las serpientes del país Bigsnake son verdes, amarillas, escarlatas o negras. Un autor dice que las serpientes negras tienen una cabeza verde. La tierra de Bigsnake se encuentra al oeste del país de Rhinoceros. (Tr. Birrell 2000: 136, cf. Schiffeler 1978:97) 
 El comentario Shanhaijing por Guo Pu (276-324 dC) compara la serpiente ba con el término del sur ran 蚺 "pitón", que después de comer un animal grande puede enrollarse alrededor de un tronco de árbol y expulsar a los huesos de entre sus escalas, y las notas que podían crecer hasta una longitud de 100 xun 尋 (unos 270 metros). El comentario de Guo también señala esta longitud exagerada para el changshe 長蛇 "serpiente larga" que Shanhaijing localiza en Daxian 大咸 Montaña "Mount Bigwhole" (3, tr. Birrell 2000: 40, cf. Schiffeler 1978:109); "Aquí hay una serpiente llamada serpiente larga; su cabello es como cerdas de cerdo. Hace un ruido como el de un vigilante nocturno golpeando su sonajero". 

 La entrada de 1578 CE Bencao Gangmu para ranshe 蚺蛇 "pitón" menciona el bashe. 
 El Shan-Hai-Ching dice que las pitones pueden comer elefantes, cuyos huesos emiten cada tres años. Los caballeros que toman estos huesos como medicina nunca sufren enfermedades cardíacas o viscerales. Se les conoce como Pa She, esa es la gran serpiente. (tr. Leer 1934:112) 
 Comparar la forma en la descripción Shanhaijing de la -snake ba magia simpática se interpreta como comer la serpiente (Birrell "tomar una dosis de esta serpiente" y Schiffeler "tragar su carne") o comer los huesos de elefante sin digerir (Leer "tomar estos huesos como la medicina"). Esta materia médica enumera los usos de la bilis, la carne, la grasa, los dientes y el aceite de pitón. El Bencao Gangmu dice que las pitones pueden alcanzar longitudes de 50–60 chi 尺 (aproximadamente 16–20 metros); pero Python molurus crece hasta 5.8 metros y Python reticulatus 9.2 metros. 
El erudito del folklore chino Wolfram Eberhard vincula a Bashe con el legendario arquero Houyi 后翌 que descendió del cielo para destruir a los malvados. Una de las víctimas de Houyi fue una monstruosa serpiente en el lago Dongting, la xiushe 修蛇 "serpiente adornada/larga" (o changshe 長蛇, cf. arriba). Eberhard (1968: 84) concluye que las serpientes gigantes como el xiushe, bashe y ranshe "eran típicas del sur", pero no formaban parte de un culto a las serpientes como los de la antigua Baiyue.